# Como fui a enamorarme de ti
«Como fui a enamorarme de ti» es una canción escrita y producida por el cantautor mexicano Marco Antonio Solís, e interpretada por él mismo como vocalista de su banda Los Bukis. Fue lanzado como el segundo sencillo de su álbum de estudio Y Para Siempre (1989). Esta canción se convirtió en su segundo sencillo número uno en la Billboard Top Latin Songs, después de otra icónica canción «Y ahora te vas» un año antes.
La letra de la canción también se utilizó como base para el guion de la película del mismo nombre estrenada en 1991, y es ampliamente reconocida como una de las canciones emblemáticas de la banda; también ha sido versionada en varias ocasiones por artistas como Lucero, Yolanda del Río, Tito Nieves y Los Tri-O.

## Antecedentes
«Como Fui a Enamorarme de Ti» fue lanzado como el segundo sencillo de Y para siempre (1989), álbum de estudio lanzado por Los Bukis. La letra de la canción, sobre un amor no correspondido, también fue la base del guion de la película del mismo nombre, dirigida por Sergio Olhovich y estrenada en México el 21 de mayo de 1991. La trama de la película era una historia de amor entre Marco Antonio y la hija de un poderoso magnate, interpretada por la actriz mexicana Lourdes Munguía.
La canción también ha sido incluida en varios álbumes recopilatorios lanzados por Los Bukis, incluidos sus dos álbumes número uno 30 Inolvidables (2002) y Crónica de Dos Grandes (2004); también ha sido versionada por un puñado de intérpretes, entre ellos Banda Flamante, Yolanda del Río, Grupo Everest, El Grupo de Santa Clara, Lucero, La Nueva Luna, Estela Núñez, Oro Norteño, La Original Banda El Limón, Los Rieleros del Norte y Johhny Rivera. La canción también se puede encontrar en la colección de grandes éxitos de Solís titulada La Historia Continúa, Vol. 2, que fue el álbum latino más vendido de 2005 en Estados Unidos y recibió una certificación Platino por parte de la Recording Industry Association of America en 2009.

## Rendimiento en listas
La versión original de la canción debutó en la lista Billboard Top Latin Songs (anteriormente Hot Latin Tracks) en el número 35 el 26 de agosto de 1989 y subió a los diez primeros lugares, 9 semanas después. Alcanzó la primera posición de la lista el 9 de diciembre de 1989, reemplazando a «Fuiste un Trozo de Hielo en la Escarcha» del intérprete puertorriqueño-estadounidense Chayanne y siendo reemplazada dos semanas después por «La Chica de Humo» de Emmanuel. «Como Fui a Enamorarme de Ti» volvió a la cima de la lista el 13 de enero de 1990 por otras tres semanas, siendo sucedida por la canción «La Cima del Cielo» interpretada por el cantautor argentino-venezolano Ricardo Montaner. La canción estuvo 39 semanas dentro del Top 40 y se convirtió en el sexto sencillo del grupo entre los diez primeros en la lista, y el segundo número uno, después de «Y Ahora Te Vas» (1988).
El grupo colombiano Los Tri-O, un proyecto creado por el productor Johny Gutiérrez, quien realizó audiciones para formar un trío orientado a las baladas latinas, también grabó una versión de la canción para su álbum Canciones del Alma: De Marco Antonio Solís. Esta versión alcanzó el puesto 33 en la lista Hot Latin Songs de Estados Unidos. El intérprete puertorriqueño Tito Nieves también lanzó su propia versión de la canción en su álbum tributo a Marco Antonio Solis, Canciones Clásicas de Marco Antonio Solis, y alcanzó el puesto 20 en la lista Billboard Latin Tropical Airplay.